# 叶灵
叶灵（2000年4月1日—），馬來西亞女子羽球運動員。

## 簡歷
2017年，葉靈作為團隊一員代表馬來西亞，分別在亞洲青年錦標賽和世界青年錦標賽混合團體項目獲得季軍和亞軍。2018年亞洲青年羽毛球錦標賽再次獲得混合團體季軍。2018年底，馬來西亞國家隊因為隊中女雙組成員相繼辭去，女雙總教練羅斯曼從武吉加里爾體育學校（青年隊）將葉靈調至國家隊，現為國家隊後備隊員。

## 主要比賽成績
只列出曾進入準決賽的國際賽事成績：
| 年份   | 賽事                     | 公開賽級別 | 項目     | 搭檔   | 成績   |
| ------ | ------------------------ | ---------- | -------- | ------ | ------ |
| 2017年 | 亞洲青年羽毛球錦標賽     | 其他       | 混合團體 | －     | 季軍   |
| 2017年 | 世界青年羽毛球錦標賽     | 其他       | 混合團體 | －     | 亞軍   |
| 2018年 | 亞洲青年羽毛球錦標賽     | 其他       | 混合團體 | －     | 季軍   |
| 2018年 | 馬來西亞羽毛球國際系列賽 | 國際系列賽 | 女子雙打 | 黄欣柔 | 準決賽 |
| 2019年 | 雪梨羽毛球國際賽         | 國際系列賽 | 女子雙打 | 張湄鑫 | 準決賽 |
| 2019年 | 印度羽毛球國際挑戰賽     | 國際挑戰賽 | 女子雙打 | 張湄鑫 | 亞軍   |
| 2021年 | 蘇迪曼盃                 | 其他       | 混合團體 | －     | 季軍   |
| 2021年 | 捷克羽毛球公開賽         | 國際系列賽 | 女子雙打 | 吳佩琪 | 準決賽 |
| 2023年 | 馬爾代夫羽毛球國際系列賽 | 國際系列賽 | 混合雙打 | 袁振亮 | 準決賽 |

| 2018-2026年 | 總決賽 | 超級1000賽 | 超級750賽 | 超級500賽 | 超級300賽 | 超級100賽 | 國際挑戰賽 | 國際系列賽 | 未來系列賽 | 其他 |

### 奧運會和世錦賽參賽紀錄
|          | 搭檔   | 2021 |
| -------- | ------ | ---- |
| 女子雙打 | 張湄鑫 | 48強 |